# エアレース

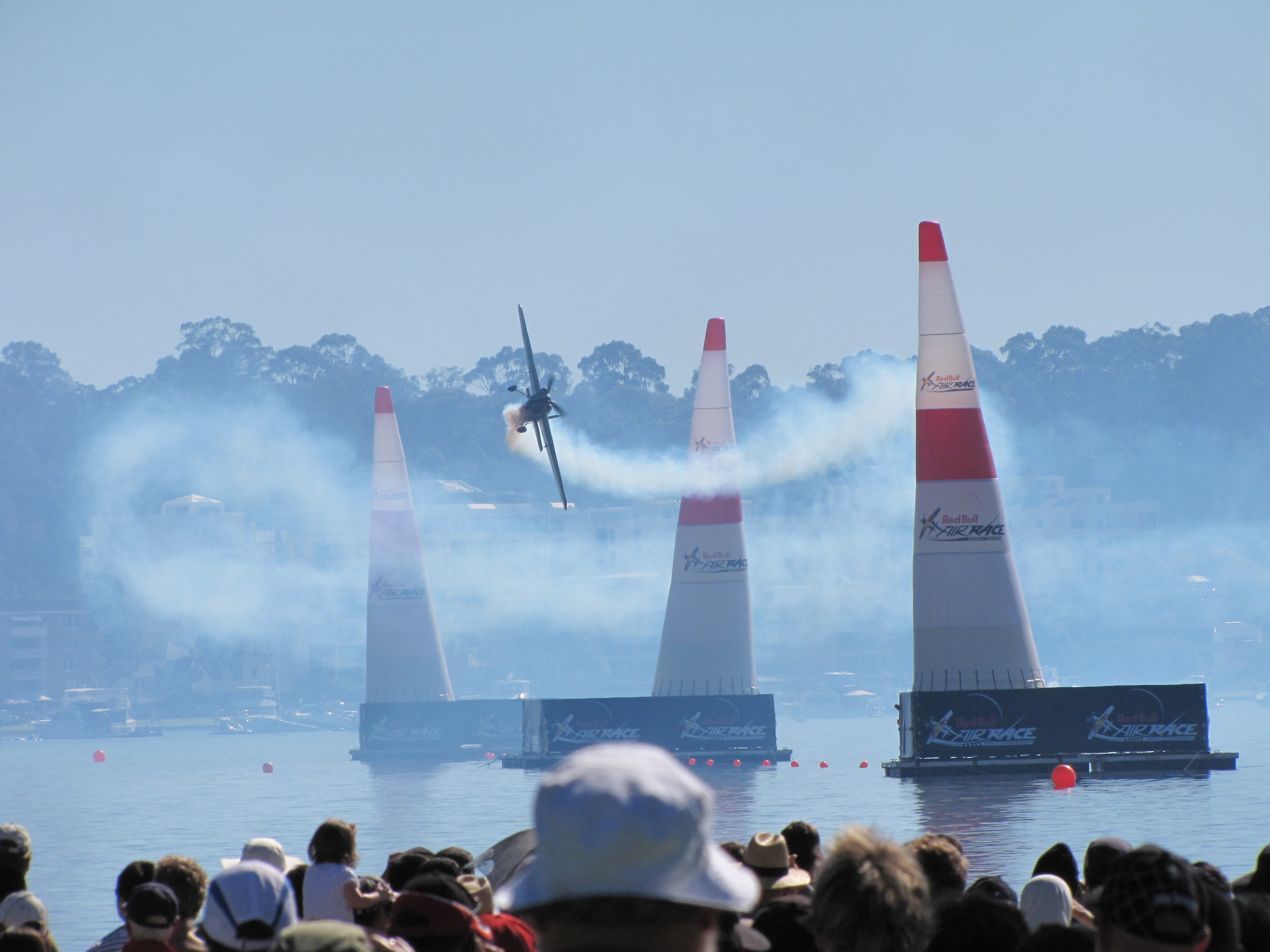
レッドブル・エアレース・ワールドシリーズ

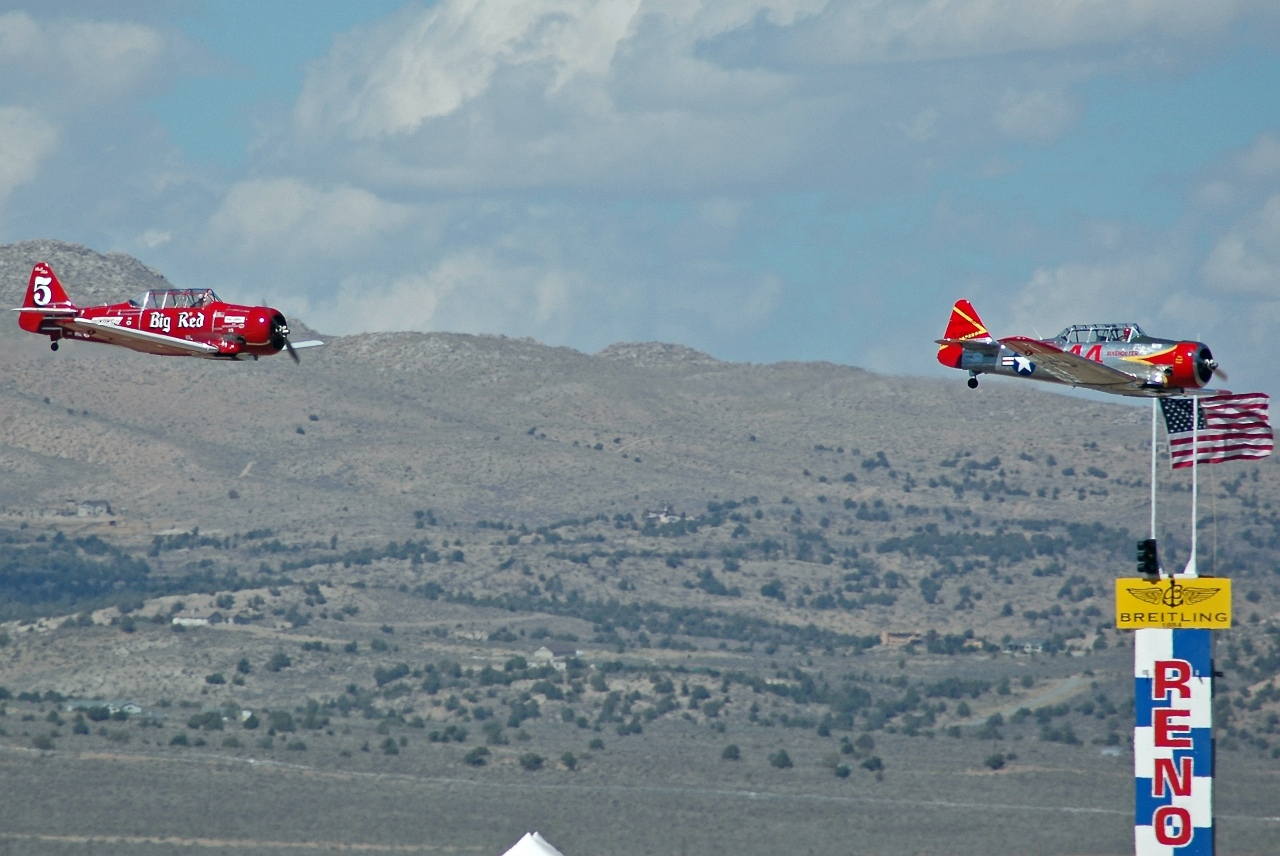
リノ・エアレース

エアレース（Air Race）とは、飛行機を用いて飛行技術や機体性能を競いあうモータースポーツ。
初期には単純な速度競争や長距離を飛行するラリーレイドが盛んに行われ、マッキ M.C.72やデ・ハビランド DH.88 コメットのような専用機が多数製作された。国際航空連盟が1929年から1934年までツーリング機の技術評価、ヨーロッパを周回するラリー、最高速度の総合成績を競うツーリング機競技を行っていたが、第二次世界大戦の開戦により中断した。
その後は、航空機の性能向上により記録更新が難しくなったこともあり、機体性能の競争は行われなくなった。現代では指定された飛行ルートを最短時間で飛ぶタイムレースなど、操縦士の技量で優劣を付けるのが主流である。
操縦者や競技用に最適化した機体のことを「エアレーサー」と呼ぶ。エアレースは曲技飛行の一種であり、タイムではなく技の難易度や完成度を競うエアロバティックス型も行われている。

## 主なエアレース
- ゴードン・ベネット・カップ（1909 - 1920年）
- 1910年のロンドン・マンチェスター間エアレース（1910年）
- 1911年のパリ・マドリード間レース（1911年）
- シュナイダー・トロフィー（1913 - 1931年、1981年 - ）
- ナショナル・エアレース（英語版）（ピューリッツァー・トロフィー）（1920 - 1949年）
- キングス・カップ・レース（英語版）（1922年 - ）
- トンプソン・トロフィー（英語版）（1929 - 1961年）
- パウダー・パフ・ダービー（英語版）（1929年、1947 - 1977年）
- ベンディックス・トロフィー（英語版）（1931 - 1962年）
- マックロバートソン・エアレース（1934年）
- チャレンジ 1929（英語版） - チャレンジ 1934（1929-1930年、1932年、1934年）
- ブリティッシュ・エアレーシング・チャンピオンシップ（英語版）（1952年 - ）
- リノ・エアレース（1964年 - ）
- ヨーロピアン・エアレーシング・チャンピオンシップ（英語版）（2000年 - ）
- エアロGP（英語版）（2005年 - ）
- レッドブル・エアレース・ワールドシリーズ（2003 - 2010年、2014年 - 2019年）
- エアレース 1（英語版）（2014年 - ）
- エアレース E（英語版）（電動航空機によるレース。2020年 - ）